# Goy

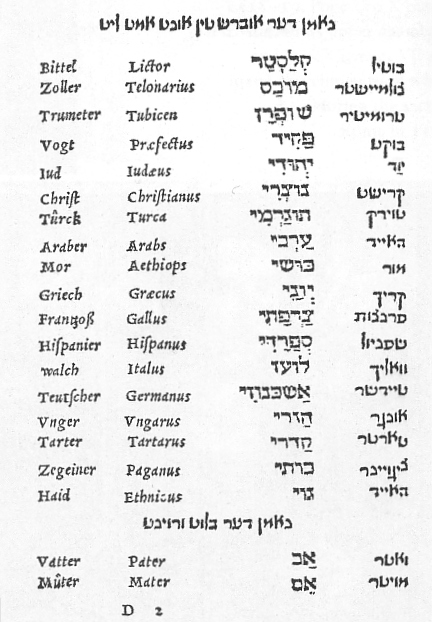
Una pàgina del diccionari yiddish - hebreu - llatí - alemany d'Elia Levita que inclou la paraula goy (Goy), traduïda al llatí com a ethnicus, que significa pagà.

Goy en hebreu modern i yiddish goy (/ɡɔɪ/, hebreu: גוי‎, plural regular goyim /ˈɡɔɪ.ɪm/ ,גוים גויים és un terme per indicar a un gentil, un no-Jueu. A través del yiddish, la paraula s'ha adoptat a l'anglès (sovint pluralitzat com goys) també amb el significat de gentil, de vegades amb un sentit pejoratiu.
La paraula hebrea bíblica goy s'ha traduït habitualment a les altres llengues com a nació, que significa un grup de persones de la mateixa família ètnica que parlen la mateixa llengua. Nació s'ha utilitzat com a traducció principal de goy a la Bíblia hebrea, des de les primeres bíblies en anglès com la versió King Jamesde 1611 i la Bíblia de Tyndale de 1530.

## Bíblia hebrea i literatura rabínica
La paraula goy significa "nació" en hebreu bíblic. A la Torà, goy i les seves variants apareixen més de 550 vegades en referència tant als israelites com a les nacions no israelites. El primer ús registrat de goyim es troba al Genesis i s'aplica de manera innocua a les nacions no israelites. La primera menció de goy en relació amb els israelites arriba a Genesis, quan Déu promet a Abraham que els seus descendents formaran una goy gadol ("gran nació"). A l'Exodus, els israelites són coneguts com una goy kadosh, una "nació santa". Mentre que els llibres de la Bíblia hebrea utilitzen sovint goy per descriure els israelites, els escrits jueus posteriors tendeixen a aplicar el terme a altres nacions.
Algunes traduccions de la Bíblia deixen la paraula goyim sense traduir i tractant-lo com el nom propi d'un país. Al Genesis, s'afirma que el "rei de Goyim" era Tidal. Els comentaris bíblics suggereixen que el terme pot referir-se a Gutium. En tots els altres casos de la Bíblia, goyim és el plural de goy i significa "nacions".
Una de les descripcions més poètiques del poble escollit a la Bíblia hebrea, i popular entre els estudiosos jueus, com la màxima descripció d'ells mateixos: quan Déu proclama a la santa escriptura, goy ehad b'aretz, o "una nació única a la terra!" (2 Samuel 7:23 i 1 Chronicles 17:21).
La literatura rabínica concep les nacions (goyim) del món com a setanta, cadascuna amb una llengua i un propòsit diferents. Jaim ibn Attar sosté que aquest és el simbolisme darrere de la Menorah: 
Les set espelmes de la Menorah [al Sant Temple] corresponen a les nacions del món, que són setanta. Cada [espelma] al·ludeix a deu [nacions]. Això fa al·lusió al fet que tots brillen enfront de la [espelma] occidental, que correspon al poble jueu.

## Evolució del terme
Segons Adi Ophir i Ishay Rosen-Zvi, goy va adquirir el significat d'algú que no és jueu al segle I i II. Abans d'aquest temps, en el judaisme, argumenten, no existia cap dicotomia cristal·litzada entre jueu i no jueu.
Maimònides defineix el simple goy a la seva Mishneh Torà com un adorador de la idolatria, com ell explica: "Sempre que diem clarament 'goy', ens referim a un adorador de la idolatria".

## Antisemitisme
Segons el Southern Poverty Law Center, el terme "goy" ha estat utilitzat irònicament pels supremacistes blancs per referir-se a ells mateixos per indicar una creença en les teories de la conspiració sobre els jueus. Per exemple, una associació antisemita hongaresa de motocicletes es refereix a elles mateixes com els pilots Goyim, i l'any 2020 un activista va intentar canviar el nom del grup d'inclinació correcta com els Proud Boys. En una línia similar, el 2017, l'extrema dreta Partit dels Treballadors Tradicionalistes Americà va crear la plataforma de crowdfunding anomenada GoyFundMe, un joc de paraules a la popular plataforma de crowdfunding GoFundMe.
La paraula també apareix a l'eslògan dreta o meme "The Goyim Know, Shut It Down" associat a fòrums en línia com 4chan i 8chan. En aquest context, el ponent assumeix el paper d'un jueu en pànic que reacciona davant un esdeveniment que revelaria manipulacions jueves o falsedat jueva. Segons l'Anti-Defamation League, el meme va aparèixer per primera vegada el 2013 a 4chan.

## Com un insult
Goy es pot utilitzar d'una manera despectiva. El lexicògraf yiddish Leo Rosten a The New Joys of Yiddish defineix goy com algú que no és jueu o algú que és avorrit, insensible o sense cor. Goy també apareix en moltes expressions pejoratives en yiddish:
- Dos ken nor a goy - Una cosa que només un goy faria o és capaç de fer.[21]
- Un goy blabt a goy : "Un goy sempre serà un goy", o, menys literalment, segons Rosten, "Què esperaves? Un antisemita sempre serà antisemita."[21]
- Goyisher kopf - "Cap gentil", algú que no pensa (mira) endavant, un idiota.[21][22]
- Goyishe naches - Plaers o activitats que només gaudiria un gentil.[23]
- A goy! - Exclamació d'exasperació utilitzada "quan la resistència s'esgota, la bondat esgotada, sent inútil l'esforç per entendre ".[24]
- Dos ken nor a goy - Something only a goy would do or is capable of doing.[21]
- Goyisher kopf - "Gentile head," someone who doesn't think ahead, an idiot.[21][22]
- A goy! - Exclamation of exasperation used "when endurance is exhausted, kindliness depleted, the effort to understand useless".[24]

Diversos autors han opinat sobre si la paraula és despectiva. Dan Friedman, director executiu de The Forward a "What 'Goy' Means, And Why I Keep Using It" escriu que es pot utilitzar com un insult però que la paraula no és ofensiva. Ho compara amb la paraula "foreigners" (estrangers) que els nord-americans poden utilitzar amb menyspreu però que no és una paraula despectiva.
Rebecca Einstein Schorr argumenta que la paraula té un matis pejoratiu establert. Ella es refereix a l'observació "els padrins de casa goyishe estaven tots borratxos i descarats; per descomptat, això no ho veuríeu mai en un casament jueu" o el l'expressió "goyishe kop" on la paraula s'utilitza en un sentit pejoratiu. Admet que la paraula pot tenir usos no pejoratius, com ara "goyishe restaurant " -un que no serveix menjar kosher-, però afirma que la paraula pot ser "neutre, en el millor dels casos, i extremadament ofensiva, en el pitjor". Andrew Silow Carroll escriu:
Però la paraula "goy" té massa bagatge històric i lingüístic per utilitzar-la tan casualment com "no jueu" o "gentil". Comença amb els insults evidents, com ara "goyishe kopf" o cervells gentils, que suggereixen (generosament) un dullard, o "shikker iz a goy", un gentil és un borratxo. "Goyishe naches" descriu el tipus de coses que un jueu presumeix burlonament que només gaudiria un gentil, com caçar, navegar i menjar pa blanc.
Nahma Nadich, directora adjunta de les relacions amb la comunitat jueva del Gran Boston, escriu: "Definitivament, veig el goy com un insult; poques vegades s'utilitza com a compliment i mai s'utilitza en presència d'un no jueu", i afegeix "Aquesta és una bona prova del tornasol: si no fas servir una paraula en presència d'algú a qui estàs descrivint, és molt probable que sigui ofensiva".